# Contea di Anderson (Kentucky)
La contea di Anderson, in inglese Anderson County, è una contea dello Stato del Kentucky, negli Stati Uniti. La popolazione al censimento del 2000 era di 19 111 abitanti. Il capoluogo di contea è Lawrenceburg.